# Bromeliohyla
Bromeliohyla (лат.) — род бесхвостых земноводных из семейства квакш. Род назван в честь бромелий, в которые лягушки откладывают яйца. До 2005 года виды данного рода входили в состав рода Hyla.

## Распространение
В ареал входит тропическая южная Мексика, Белиз, Гватемала и северный Гондурас.

## Классификация
На январь 2023 года в род включают 3 вида:
- Bromeliohyla bromeliacia (Schmidt, 1933) — Бромелиевая квакша
- Bromeliohyla dendroscarta (Taylor, 1940) — Полосатодёсная квакша
- Bromeliohyla melacaena (McCranie and Castañeda, 2006)